# Zapatoca
Zapatoca là một khu tự quản thuộc tỉnh Santander, Colombia. Thủ phủ của khu tự quản Zapatoca đóng tại Zapatoca Khu tự quản Zapatoca có diện tích 360 ki lô mét vuông. Đến thời điểm ngày 28 tháng 5 năm 2005, khu tự quản Zapatoca có dân số 10224 người.